# 潔寧·索尼斯
洁宁·伊丽莎白·索尼斯（英語：Janine Elizabeth Sonis，1994年8月20日—），本姓贝基（Beckie），加拿大職業女子足球运动员，司職前鋒，現效力國家女子足球聯賽球隊路易維爾競技和加拿大國家女子足球隊。她曾代表加拿大国家队参加2016年和2020年夏季奥林匹克运动会足球比赛，分別获得一枚銅牌和一枚金牌。